# Kelvin Smith
Pour les articles homonymes, voir Smith.
Kelvin Smith, né le 22 décembre 1958, est un joueur professionnel de squash représentant l'Australie. Il atteint en août 1986 la 9e place mondiale sur le circuit international, son meilleur classement. 

## Biographie
Il participe aux championnats du monde 1983 et championnats du monde 1985, s'inclinant à chaque fous au 2e tour.

## Finales
- Open de Malaisie : 1985